# Elvis Summer Festival
The Elvis Summer Festival kallades det arrangemang som anordnades på The International Hotel i Las Vegas 1970 med Elvis Presley som huvudnummer.

## Bakgrund
1969 invigde Elvis Presley det alldeles nybyggda International Hotel i Las Vegas (namnet ändrades senare till Las Vegas Hilton Hotel). Han hade även bestämt att han inte skall spela in fler spelfilmer. Året därpå återvände han till International och skulle göra en serie shower. De marknadsfördes enormt i Las Vegas där skyltar sattes upp efter vägen. På hotellet fanns enorma mängder dekorationer och de arbetande fick bära stråhattar med texten "Elvis Summer Festival".

## That's The Way It Is
MGM, som hade ett kontrakt med Elvis Presley som fortfarande innebar att han behövde göra två ytterligare filmer, fick möjligheten att filma repetitioner, förberedelser samt ett antal konserter under detta event. Slutprodukten blev "Elvis – That's the Way It Is".

## Andra Involverade
- The Imperials och The Sweet Inspirations var de körer som sjöng med Elvis[1]
- Joe Guercios orkester spelade i bakgrunden[1]
- James Burton, Glen D. Hardin, Charlie Hodge, Jerry Scheff, Ronnie Tutt och John Wilkinson (musiker) spelade som Elvis band under eventet[1]
- The Memphis Mafia var Elvis medhjälpare under eventet[1]